# Liminal Introspect
Liminal Introspect este un film românesc din 2009 regizat de Mircea Purdea.